# Atherigona hargreavesi
Atherigona hargreavesi är en tvåvingeart som beskrevs av Deeming 1977. Atherigona hargreavesi ingår i släktet Atherigona och familjen husflugor. Inga underarter finns listade i Catalogue of Life.